# Critérium continental - Amérique Races Qualif 3
Groupe I
Le Critérium continental - Amérique Races Qualif #3, dénommé Critérium continental jusqu'en 2019, est une course hippique de trot attelé se déroulant au mois de décembre sur l'hippodrome de Vincennes.
C'est une course européenne de Groupe I réservée aux chevaux de 4 ans, hongres exclus, ayant gagné au moins 32 000 € (conditions en 2024).
La Qualif #3 (Critérium continental) se court sur la distance de 2 100 mètres (grande piste), départ à l'autostart. L'allocation s'élève à 240 000 €, dont 108 000 € pour le vainqueur (conditions 2024).
Le vainqueur est prioritairement qualifié pour le Prix d'Amérique Legend Race qui se court le mois suivant ainsi que pour le Prix de France Speed Race mi février et le Prix de Paris Marathon Race fin février.
Cette course fait désormais partie des Amérique Races, neuf rencontres composées de six épreuves qualificatives (Prix de Bretagne Qualif 1, Prix du Bourbonnais Qualif 2, Prix Ténor de Baune Qualif 4, Prix de Bourgogne Qualif 5 et Prix de Belgique Qualif 6)  puis de trois courses au sommet :  « la Legend Race », la « Speed Race » et la « Marathon Race ». En 2023, la compétition a été renommée Amérique Races PMU, et la course s'intitule Critérium Continental - Amérique Races PMU Q#3.

## Palmarès depuis 1964
| Année | Vainqueur          | S | Pays       | Père             | Driver                | Entraîneur            | Deuxième           | Troisième           | Réd.km |
| ----- | ------------------ | - | ---------- | ---------------- | --------------------- | --------------------- | ------------------ | ------------------- | ------ |
| 2024  | Keep Going         | M | France     | Follow You       | Mathieu Mottier       | Mathieu Mottier       | East Asia          | Crown               | 1'09"7 |
| 2023  | Jushua Tree        | M | France     | Bold Eagle       | Jean-Michel Bazire    | Jean-Michel Bazire    | Josh Power         | Just Love You       | 1'09"8 |
| 2022  | Idao de Tillard    | M | France     | Severino         | Clément Duvaldestin   | Thierry Duvaldestin   | Imhatra Am         | Callmethebreeze     | 1'10"3 |
| 2021  | Hohneck            | M | France     | Royal Dream      | François Lagadeuc     | Philippe Allaire      | Hussard du Landret | Hooker Berry        | 1'10"4 |
| 2020  | Gu d'Héripré       | M | France     | Coktail Jet      | Franck Nivard         | Philippe Billard      | Go On Boy          | Aetos Kronos        | 1'11'' |
| 2019  | Face Time Bourbon  | M | France     | Ready Cash       | Björn Goop            | Sébastien Guarato     | Flèche du Yucca    | Frisbee d'Am        | 1'10"6 |
| 2018  | Eridan             | M | France     | Ready Cash       | David Thomain         | Sébastien Guarato     | Vitruvio           | Earl Simon          | 1'10"3 |
| 2017  | Doria Desbois      | F | France     | In Love With You | Matthieu Abrivard     | Christophe Feyte      | Draft Life         | Délia du Pommereux  | 1'10"7 |
| 2016  | Treasure Kronos    | F | Suède      | Raja Mirchi      | Christoffer Eriksson  | Jerry Riordan         | Day Or Night In    | Charly du Noyer     | 1'11"8 |
| 2015  | Bold Eagle         | M | France     | Ready Cash       | Franck Nivard         | Sébastien Guarato     | Specialess         | Bird Parker         | 1'10"5 |
| 2014  | Tumble Dust        | M | Danemark   | Crazed           | Björn Goop            | Tomas Malmqvist       | Amiral Sacha       | Backfire            | 1'10"7 |
| 2013  | Victoire           | F | France     | Kitko            | Mathieu Mottier       | Mme Danielle Mottier  | Village Mystic     | Viking de Val       | 1'12"2 |
| 2012  | Un Mec d'Héripré   | M | France     | Orlando Vici     | Matthieu Abrivard     | Fabrice Souloy        | Ulhan du Val       | Up and Quick        | 1'10"3 |
| 2011  | Timoko             | M | France     | Imoko            | Richard Westerink     | Richard Westerink     | Kadett CD          | The Best Madrik     | 1'11"6 |
| 2010  | Sévérino           | M | France     | Gobernador       | Christian Bigeon      | Christian Bigeon      | Save The Quick     | Zorro Photo         | 1'12"1 |
| 2009  | Rolling d'Héripré  | M | France     | Dahir de Prélong | Jean-Michel Bazire    | Fabrice Souloy        | Noras Bean         | Rancho Gédé         | 1'11"2 |
| 2008  | Qualita Bourbon    | F | France     | Love You         | Jos Verbeeck          | Jean Baudron          | Qualmio de Vandel  | Quarla              | 1'12"3 |
| 2007  | Prodigious         | M | France     | Goetmals Wood    | Jean-Philippe Dubois  | Jean-Philippe Dubois  | Ghibellino         | Première Steed      | 1'11"9 |
| 2006  | Offshore Dream     | M | France     | Rêve d'Udon      | Pierre Levesque       | Pierre Levesque       | Faliero As         | Olimède             | 1'12"6 |
| 2005  | Nijinski Blue      | M | France     | Extreme Dream    | Yves Dreux            | Michel Donio          | Triton Sund        | Niky                | 1'11"7 |
| 2004  | Opal Viking        | M | Suède      | Turnpike Taylor  | Jorma Kontio          | Nils Enqvist          | Mara Bourbon       | Memphis du Rib      | 1'13"1 |
| 2003  | Love You           | M | France     | Coktail Jet      | Jean-Pierre Dubois    | Jean-Pierre Dubois    | Lazio du Bourg     | Lejacques d'Houlbec | 1'12"4 |
| 2002  | Korean             | M | France     | Dahir de Prélong | Jean-Michel Bazire    | Fabrice Souloy        | Kérido du Donjon   | Kim d'Ouxy          | 1'12"6 |
| 2001  | Abano As           | M | Allemagne  | Dylan Lobell     | Peter Strooper        | Gerd Holtermann       | Freiherr AS        | Janson d'Ailly      | 1'12"6 |
| 2000  | German Titan       | M | Allemagne  | Titan Way        | Heinz Wewering        | Heinz Wewering        | Ivulcania          | Jay November        | 1'14"9 |
| 1999  | Hermès du Buisson  | M | France     | Buvetier d'Aunou | Jean-Pierre Dubois    | Jean-Pierre Dubois    | Himo Josselyn      | Tarport Goal SL     | 1'14"5 |
| 1998  | Général du Pommeau | M | France     | Sébrazac         | Jules Lepennetier     | Jules Lepennetier     | Ganymède           | Giant Cat           | 1'13"  |
| 1997  | Fripon Rose        | M | France     | Tipouf           | Jean-Michel Bazire    | Jean-Michel Bazire    | Full Account       | Florilège           | 1'13"1 |
| 1996  | Extrême Dream      | M | France     | Quito de Talonay | Jean-Pierre Dubois    | Jean-Pierre Dubois    | Écho               | Easy to Drive       | 1'14"  |
| 1995  | Mr Lavec           | M | États-Unis | Speedy Somolli   | Jos Verbeeck          | Jimmy Takter          | Dahir de Prélong   | Don Giovanni        | 1'13"4 |
| 1994  | Classe de Tillard  | F | France     | Workaholic       | Jean-Claude Hallais   | Jean-Claude Hallais   | Camino             | Capitole            | 1'14"8 |
| 1993  | Bahama             | F | France     | Quito de Talonay | Jean-Pierre Dubois    | Jean-Pierre Dubois    | Big Prestige       | Bambina             | 1'16"4 |
| 1992  | Axe des Sarts      | M | France     | Mon Ouiton       | Fernand-F. Dubois     | Fernand-F. Dubois     | Amie Chérie        | Avenir de Sée       | 1'14"4 |
| 1991  | Ideal              | M | Allemagne  | Rubis Royal      | Hans Joachim Tipke    | Hans Joachim Tipke    | Chergon            | Vizir Pont Vautier  | 1'15"1 |
| 1990  | Uristan            | M | France     | Florestan        | Ulf Nordin            | Ulf Nordin            | Ultra Ducal        | Unique James        | 1'14"2 |
| 1989  | Ténor de Baune     | M | France     | Le Loir          | Jean-Baptiste Bossuet | Jean-Baptiste Bossuet | Tabac Blond        | Turquetil           | 1'14"3 |
| 1988  | Sébrazac           | M | France     | Éjakval          | Michel-Marcel Gougeon | Ulf Nordin            | Baron Darby        | Sonia Williams      | 1'15"9 |
| 1987  | Rangone            | F | France     | High Echelon     | Jean-Pierre Dubois    | Jean-Pierre Dubois    | Rainbow Runner     | Renoso              | 1'15"6 |
| 1986  | Quadrophenio       | M | France     | Dekeel           | Daniel Béthouart      | Daniel Béthouart      | Quito de Couronne  | Diamond Way         | 1'14"6 |
| 1985  | Passionnant        | M | France     | Florestan        | Michel Roussel        | Michel Roussel        | Pythagoras         | Pélican du Pont     | 1'17"5 |
| 1984  | Ogorek             | M | France     | Borgia III       | Michel Roussel        | Jean-Lou Peupion      | Option             | Off Gy              | 1'16"9 |
| 1983  | Neuilly            | M | France     | Amyot            | Michel-Marcel Gougeon | Léopold Verroken      | Natacha du Buisson | Noble Atout         | 1'16"1 |
| 1982  | Mon Tourbillon     | M | France     | Amyot            | Jean-Pierre Viel      | Jean-Pierre Viel      | Marco Bonheur      | Monquier            | 1'16"  |
| 1981  | Lançon             | M | France     | Toledo II        | Ali Hawas             | Ali Hawas             | L'Alezan           | Loustic de la Tour  | 1'15"2 |
| 1980  | Khali de Vrie      | F | France     | Quirinius III    | Roger Baudron         | Roger Baudron         | Kaolino            | Katinka             | 1'17"2 |
| 1979  | Jorky              | M | France     | Kerjacques       | Léopold Verroken      | Léopold Verroken      | Javaza             | Jamborée            | 1'18"2 |
| 1978  | Idéal du Gazeau    | M | France     | Alexis III       | Eugène Lefèvre        | Eugène Lefèvre        | Italia du Pont     | Infant d'Autize     | 1'19"3 |
| 1977  | Hadol du Vivier    | M | France     | Mitsouko         | Jean-René Gougeon     |                       | Charme Asserdal    | Halise              | 1'18"8 |
| 1976  | Gamélia            | F | France     | Kerjacques       | Pierre-Léopold Marie  |                       | Girl Blanche       | Gars de Fontaine    | 1'19"1 |
| 1975  | Fakir du Vivier    | M | France     | Sabi Pas         | Michel-Marcel Gougeon |                       | Feinte             | Féroé               | 1'16"8 |
| 1974  | Espoir de Sée      | M | France     | Uccello B        | Alain Houssin         |                       | Éphèse             | Équiléo             | 1'17"9 |
| 1973  | Duvinoir           | M | France     | Montaigu         | Louis Pierre Leroux   |                       | Dona               | Discret Amour       | 1'17"4 |
| 1972  | Chabichou          | M | France     | Quélogaden       | L. Melette            |                       | Cerise II          | Casdar              | 1'17"3 |
| 1971  | Buffet II          | M | France     | Nonant le Pin    | Louis Hanse           |                       | Boy de Retz        | Bill D              | 1'20"  |
| 1970  | Amyot              | M | France     | Garde Moi        | Jean-René Gougeon     |                       | Stangaro           | Armoricain          | 1'18"7 |
| 1969  | Verdict            |   | France     |                  | Léopold Verroken      |                       | Volnay II          | Version F           | 1'20"5 |
| 1968  | Upsalin            | M | France     | Écusson          | Henri Levesque        | Henri Levesque        | Une de Mai         | Uti Rogas II        | 1'17"8 |
| 1967  | Tiki R             | M | France     | Jokai            | Roger Baudron         |                       | Toscan             | Tony M              | 1'18"8 |
| 1966  | Seddouk            | M | France     | Carioca II       | Bernard Simonard      |                       | Sans Atout II      | Seigneur            | 1'20"2 |
| 1965  | Roquépine          | F | France     | Atus II          | Henri Levesque        | Henri Levesque        | Rubis Royal        | Robert P            | 1'21"4 |
| 1964  | Fiesse             | M | Italie     | Joyeux Troupier  | William Casoli        |                       | Quovaria           | Qu'Elle II          | 1'20"8 |
| 1963  | Pont l'Évêque      | M | France     | Écusson          | Marcel Perlbarg       |                       | Palifiée D         | Pluvier III         | 1'2    |
| 1962  | Oscar RL           | M | France     | Dubonnet         | Henri Levesque        |                       | Olten L            | Okapi II            | 1'20"8 |
| 1961  | Newstar            | F | France     | Petit Jean III   | Walter Baroncini      |                       | Nicias Grandchamp  | Nystag              | 1'21"  |
| 1960  | Mick d'Angerieux   | M | France     | Éphédra          | Ed. Berger            |                       | Minarelle H        | Masina              | 1'21"4 |
| 1959  | Luth Grandchamp    | M | France     | Ogaden           | Charley Mills         |                       | Liebelei           | L'Élope             | 1'20"8 |
| 1958  | Karolyne           | F | France     | Ogaden           | Jean-René Gougeon     |                       | Kerjacques         | Kimono Royal        | 1'21"2 |

## Sources
- Pour les conditions de course et les dernières années du palmarès : site de la SETF
- Pour les courses plus anciennes : archives des quotidiens  (Ouest-France, Sud-Ouest…)